# Île Kasatochi
L'île Kasatochi, en anglais Kasatochi Island, en aléoute Qanan-tanax̂, est une île volcanique des États-Unis située dans les îles Aléoutiennes, en Alaska.

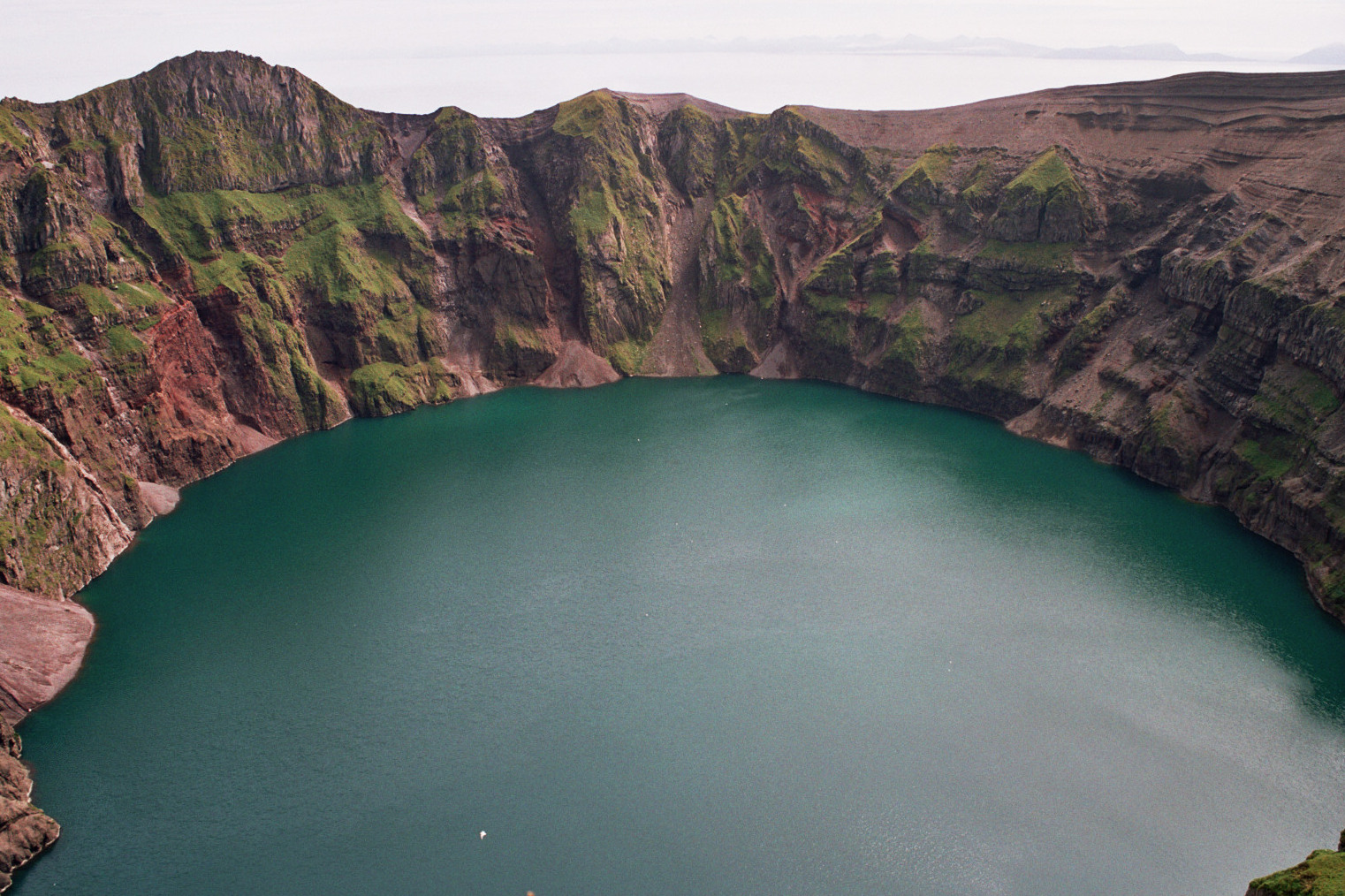
Vue de l'intérieur du cratère de l'île Kasatochi avec son lac de cratère en 2004.